# Morocine, Zaricine
Morocine (în ucraineană Морочне) este localitatea de reședință a comunei Morocine din raionul Zaricine, regiunea Rivne, Ucraina.

## Demografie
Componența lingvistică a localității Morocine
     Ucraineană (99,69%)
     Alte limbi (0,31%)
Conform recensământului din 2001, majoritatea populației localității Morocine era vorbitoare de ucraineană (99,69%), existând în minoritate și vorbitori de alte limbi.